# Arnold von Salis
Arnold von Salis (* 29. Juli 1881 in Liestal; † 2. April 1958 in Zürich) war ein Schweizer Klassischer Archäologe.

## Leben
Arnold von Salis entstammte in 17. Generation der altadeligen Familie Salis aus Soglio. Als Stammvater gilt der erstmals 1259 erwähnte Vallis Praegalliae Praeses Dominus Rudolfus de Salice de Solio. Arnold von Salis’ Vater, der evangelische Geistliche Jakob Arnold von Salis, siedelte nach Basel über und wurde Hauptpfarrer am Basler Münster. Damit war er zugleich der letzte Antistes, der Inhaber des höchsten Amtes der Basler Kirche. Seine Mutter war Maria Hägler (1859–1924), Tochter eines Basler Arztes. Vom Vater erbte er ein lyrisch-dramatisches Talent in Wort und Schriftsprache. Verheiratet war er mit Henriette von der Mühll.
Von Salis begann 1900 mit dem Studium der Literaturgeschichte, Klassischen Philologie, Klassischen Archäologie und der Kunstgeschichte an den Universitäten Basel, Berlin und Bonn. Während des Studiums wurde er Mitglied des Philologischen Vereins Bonn im Naumburger Kartellverband. Er studierte bei Alexander Baumgartner, Erich Bethe, Hans Dragendorff, Alfred Körte, Friedrich Münzer, Ernst Alfred Stückelberg, Jakob Wackernagel, Hermann Diels, Botho Graef, August Kalkmann, Reinhard Kekulé von Stradonitz, Erich Pernice, Ulrich von Wilamowitz-Moellendorff, Hermann Winnefeld, Franz Bücheler und Hermann Usener. Besonderen Einfluss hatte auf ihn Georg Loeschcke. Von ihm erlernte er die behutsame und präzise Methode sich einem Kunstwerk zu nähern. Ebenfalls prägte ihn Heinrich Wölfflin, der ihm bei der Erkennung in den inneren Gesetzmäßigkeiten und Entwicklungen in der Kunst schulte. Im Jahr 1905 wurde er mit der Dissertation De Doriensium ludorum in comoedia Attica vestigiis, einer Arbeit über den Einfluss der westgriechischen auf die attische Komödie promoviert. Seine öffentliche Doktoratsrede Über den griechischen Barockstil wies schon auf zukünftige Arbeiten, insbesondere die Habilitation. Die Habilitation erfolgte 1909 mit der Arbeit Der Altar von Pergamon. Ein Beitrag zur Erklärung des hellenistischen Barockstils in Kleinasien in Bonn. Dazwischen war er als Museumsassistent am Akademischen Kunstmuseum in Bonn und der Berliner Antikensammlung tätig.
Im Jahr 1910 erhielt er als Nachfolger Carl Watzingers ein Extraordinariat in Rostock, 1916 wurde er ordentlicher Professor in Nachfolge Friedrich Koepps in Münster, 1929 trat er die Nachfolge von Ludwig Curtius, den er mit seinem Temperament beeindruckte, am Archäologischen Institut der Universität Heidelberg an. 1940 wechselte er als Nachfolger von Otto Waser nach Zürich. 1941/1942 vertrat er zusätzlich den archäologischen Lehrstuhl an der Basler Universität, nachdem der dortige Professor Ernst Pfuhl verstorben war. 1951 wurde er emeritiert, Nachfolger wurde Hansjörg Bloesch.
Er wurde 1951 „in Anerkennung seiner großen Verdienste und Hilfeleistungen für die notleidende deutsche Wissenschaft nach dem Kriege aus Anlaß seines 70. Geburtstags“ zum Ehrenmitglied des Deutschen Archäologischen Instituts ernannt.”
Arnold von Salis beschäftigte sich besonders mit dem Fortwirken von Bildmotiven.

## Schriften (Auswahl)
- De Doriensium ludorum in comoedia Attica vestigiis. Basel 1905 (= Dissertation, Digitalisat).
- Der Altar von Pergamon. Ein Beitrag zur Erklärung des hellenistischen Barockstils in Kleinasien. Berlin 1912.
- Die Kunst der Griechen. Leipzig 1919; 4. verbesserte Auflage, Zürich 1953.
- Kunst des Altertums. Berlin-Neubabelsberg 1924.
- Antike und Renaissance. Über Nachleben und Weiterwirken der alten in der neueren Kunst. Erlenbach-Zürich 1947.